# Пинозеро (озеро, Ловозерский район)
Пинозеро — озеро на севере Ловозерского района Мурманской области России. Исток Пины. Относится к бассейну Восточной Лицы.
Площадь озера — 7,95 км².
Пинозеро находится на высоте 216 м над уровнем моря. На востоке соединяется с озером Василий-Ты. С южной стороны впадает Гагара-Шор. С северо-восточной стороны вытекает река Пина.

## Данные водного реестра
По данным государственного водного реестра России относится к Баренцево-Беломорскому бассейновому округу, водохозяйственный участок — реки бассейна Баренцева моря от восточной границы бассейна реки Воронья до западной границы бассейна реки Иоканга (мыс Святой Нос). Речной бассейн — бассейны рек Кольского полуострова, впадает в Баренцево море.
Код объекта в государственном водном реестре — 02010000911101000004772.